# 2020年アドヴィックスカップ
2020年アドヴィックスカップ（2020ねんアドヴィックスカップ、英: ADVICS CUP 2020）は、2020年8月に日本・北見市で開催予定であったアドヴィックスカップである。

## 概要
2020-21年シーズンのワールドカーリングツアー（WCT）として、2020年8月に男女4人制が日本・北見市のアドヴィックス常呂カーリングホールで開催予定であったが、新型コロナウイルス感染症（COVID-19）の拡大の影響により開催中止が決定した。